# Chaparral

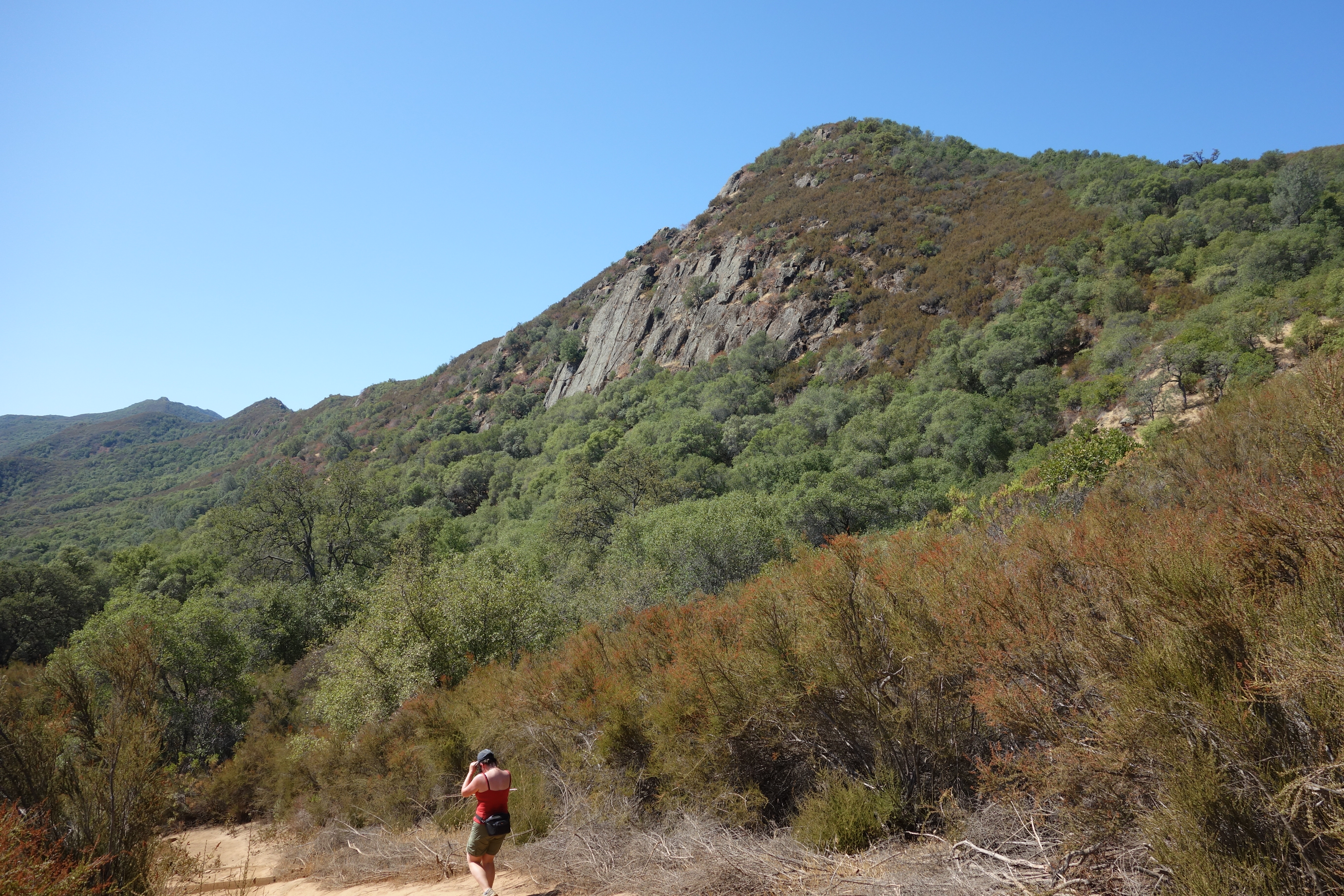
Kalifornský chaparral

Chaparral je označení pro typ suchomilné křovinné vegetace, která se vyskytuje v centrální a jižní Kalifornii a severozápadním Mexiku (Baja California). Výraz pochází ze španělského slova chaparro, které značí houštinu nízkých křovitých dubů. Květena kalifornského chaparralu je velmi bohatá, s množstvím endemitů; patří k hotspotům americké biodiverzity.

## Charakteristika
Podobně jako jeho ekvivalenty v jiných částech světa, například středomořská makchie nebo jihoafrický fynbos, vzniká i chaparral v oblastech se středomořským typem klimatu, tedy s horkými suchými léty a mírnými deštivými zimami. Výrazným ekologickým faktorem zabraňujícím sukcesním změnám jsou zde pravidelné silné požáry a také okus býložravců. Rostliny, které se zde vyskytují, mají většinou výrazné adaptace na sucho, jako jsou tuhé, úzké, sklerofylní listy a menší produkce biomasy. Na oheň rostliny reagují rychlým klíčením po přejití požáru, nebo obrážením z probuzených pupenů a nepoškozených podzemních částí.

Vzhledově se jedná o různě vysoké a husté, průchozí i takřka neprostupné křoviny. Rozlišuje se několik typů chaparralu. Nejblíže k pobřeží se nachází takzvaný „měkký chaparral“ (anglicky coastal cage scrub či soft chaparral) s převahou nižších, zpravidla aromatických a na léto opadavých širokolistých keříků, jako jsou především šalvěje z kalifornského podrodu Audibertia (šalvěj bílá, bělolistá, kalifornská či černá – Salvia mellifera), keřovité pelyňky (Artemisia californica) a v bylinném patře mnoho jednoletek a geofytů využívajících příznivé podzimní a jarní podmínky k růstu. Naproti tomu pravý tvrdý chaparral je tvořen vyššími keři a malými stromy; typické jsou zde  keřovité stálezelené duby (Quercus berberidifolia, Q. chrysolepis, Q. agrifolia), více než 50 druhů medvědic (Arctostaphyllos) a latnatců (Ceanothus), dále též škumpy (Rhus), planika Menziesova, nízké stálezelené nebo trnité slivoně (Prunus ilicifolia, Prunus fasciculata), suchomilné růže (Rosa minutifolia), oháňkovník (Cercocarpus), Adenostoma a další keříky z čeledi růžovitých a řešetlákovitých, dále též různé kaktusy a sukulenty. Z bylin jsou hojní zástupci hvězdnicovitých, rdesnovitých nebo trsnaté traviny.

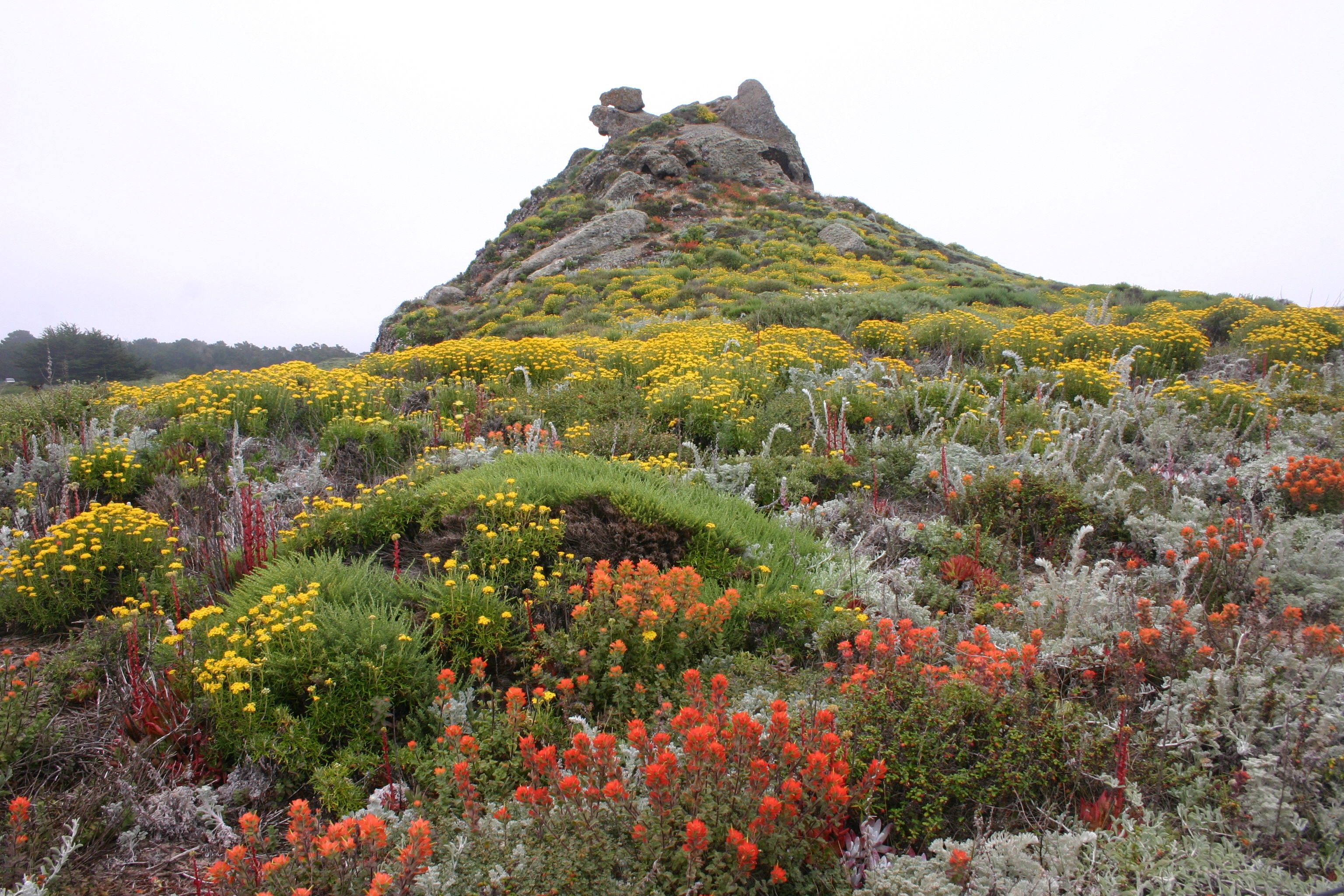
Nízký chaparral (Coastal Sage) v plném květu

Na východních svazích hor (tedy na straně odvrácené od oceánu a s nižší vlhkostí) se pak tvoří suchý a řídký chaparral s nižší pokryvností vegetace (často jen kolem 50 %) a výskytem polopouštních druhů rostlin, jako jsou různé opuncie, agáve, juky nebo chvojníky.
Křoviny chaparralu tvoří útočiště mnoha živočichům, zejména drobným hlodavcům (myšovitým, zajícovitým), ještěrkám a ptactvu.

## Ohrožení a ochrana
Kromě setrvalého antropického tlaku na komerční využití pozemků (zemědělství, výstavba) je tato vegetace ohrožována též změnami ohňového režimu: při úplném potlačení požárů dochází k nadměrnému hromadění stařiny a postupné degradaci, naopak příliš časté požáry vedou k vyčerpání regeneračních sil rostlin a přeměně lokalit na běžná travinná nebo ruderální společenstva.

## Galerie

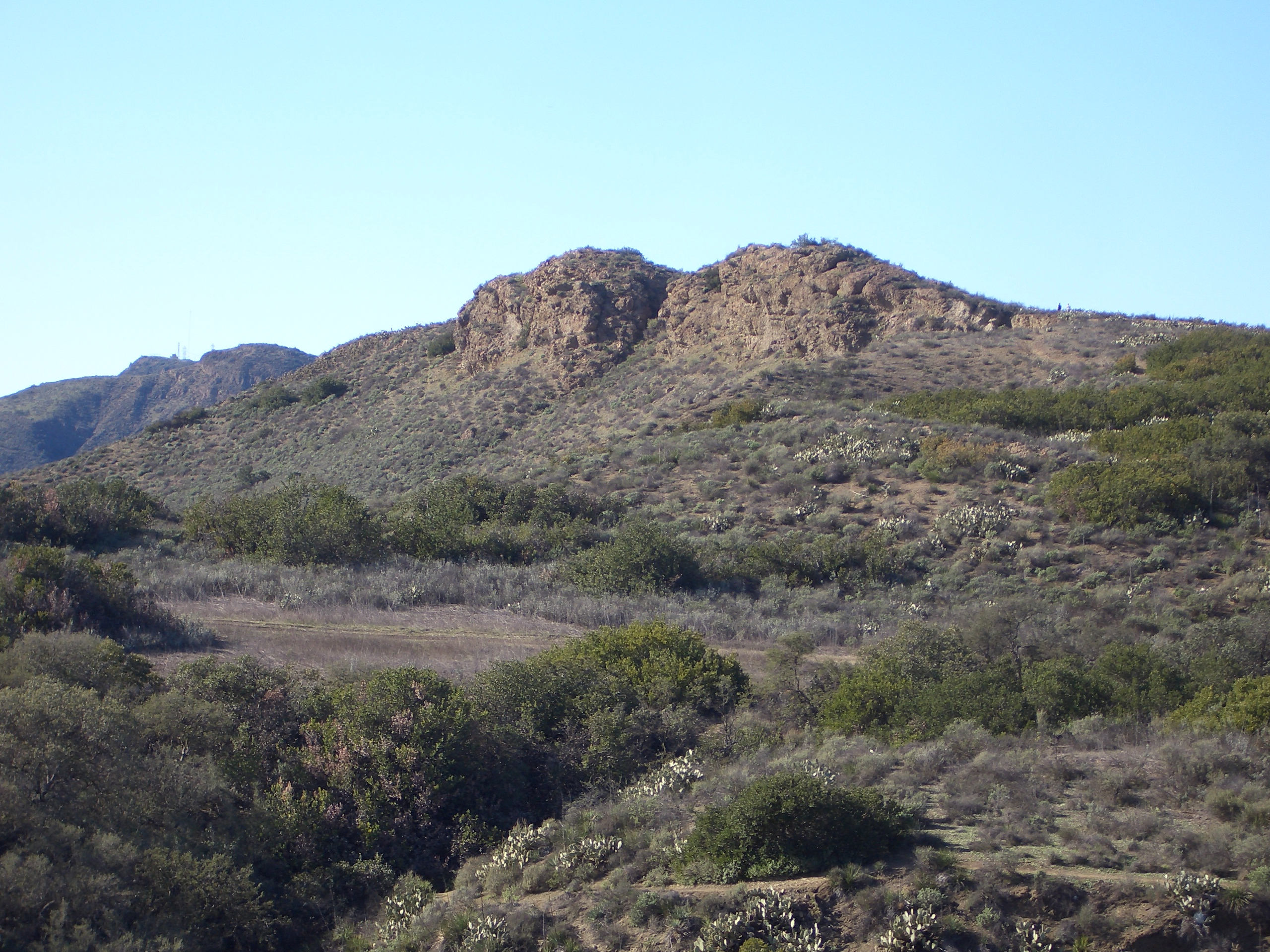
Suchý chaparral
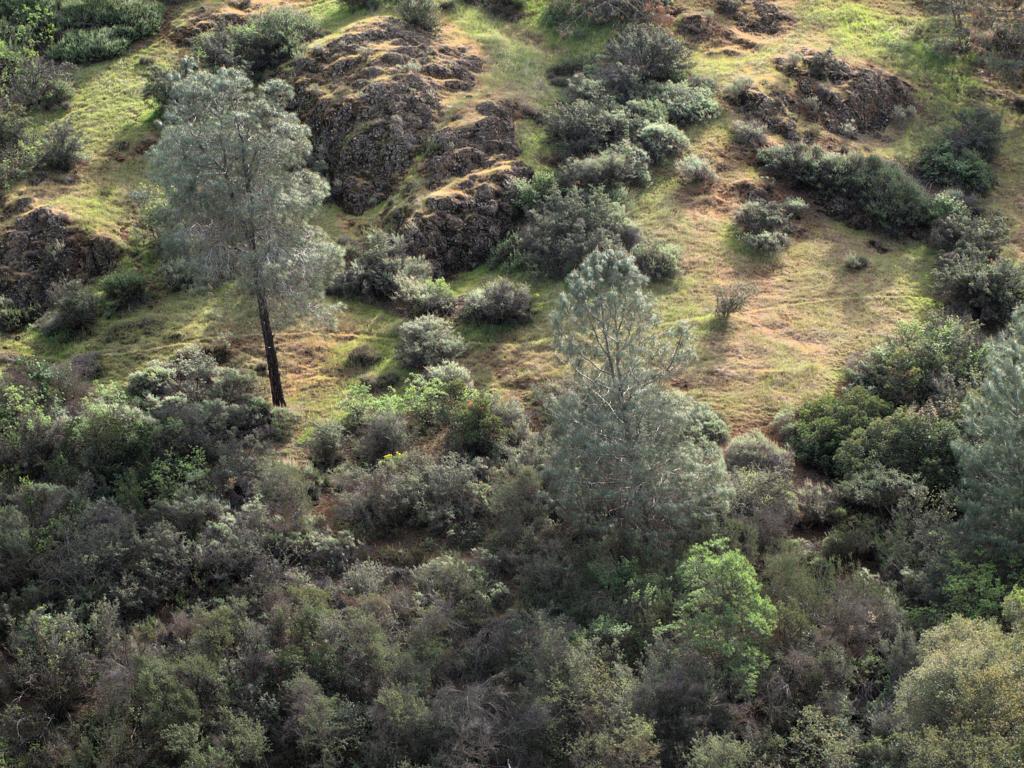
Křoviny s ojedinělými stromy
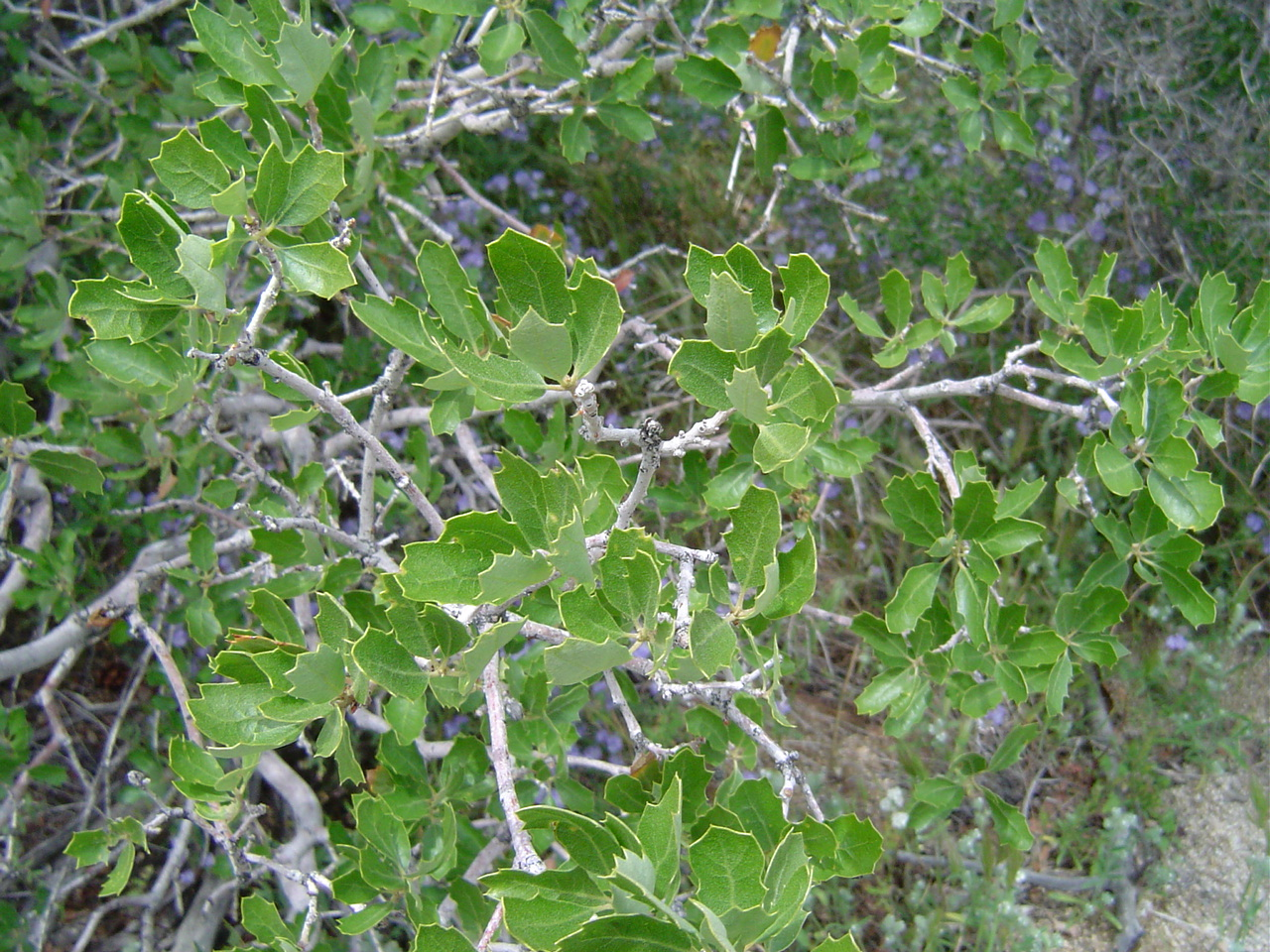
Quercus berberidifolia
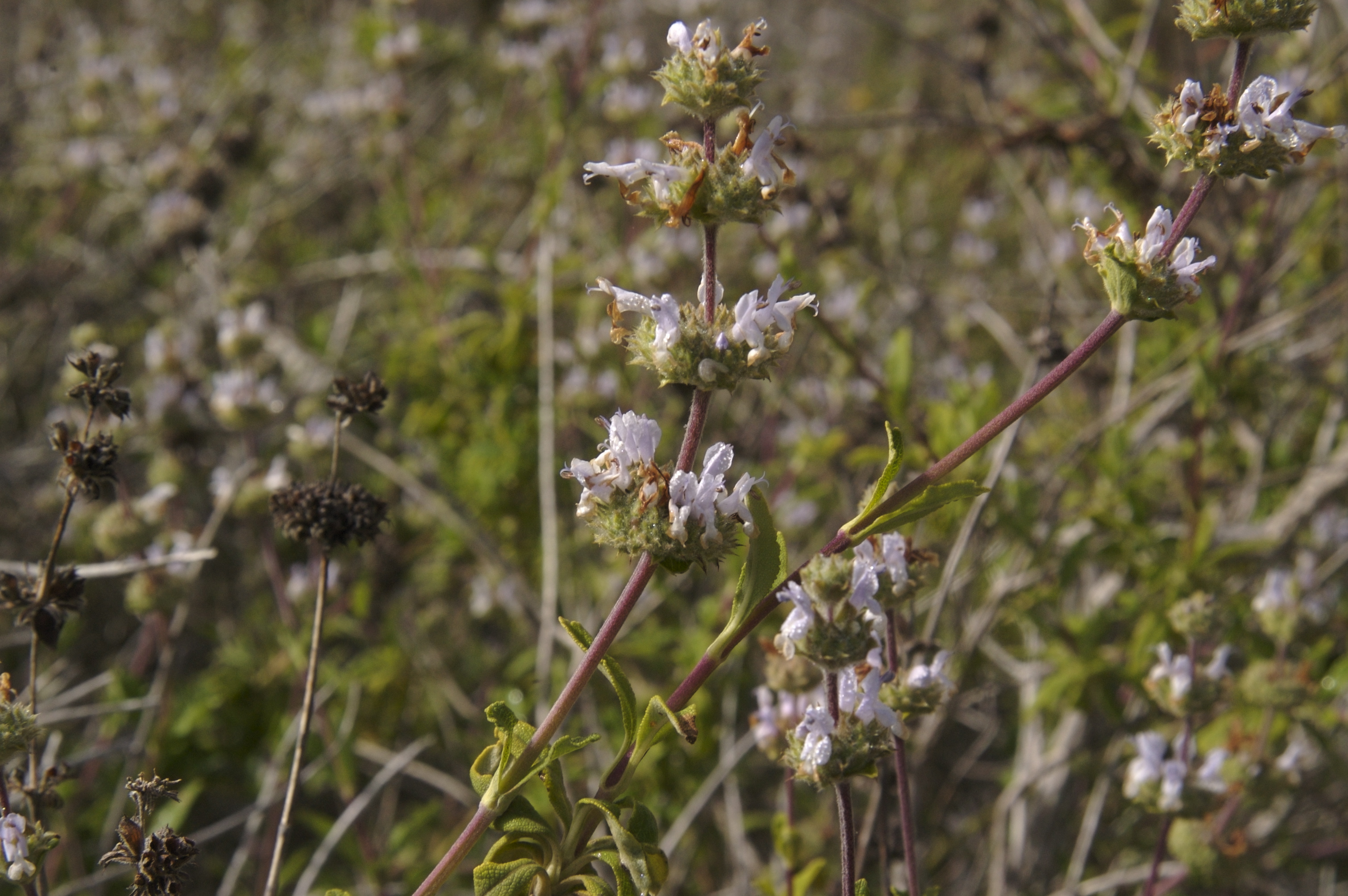
Salvia mellifera
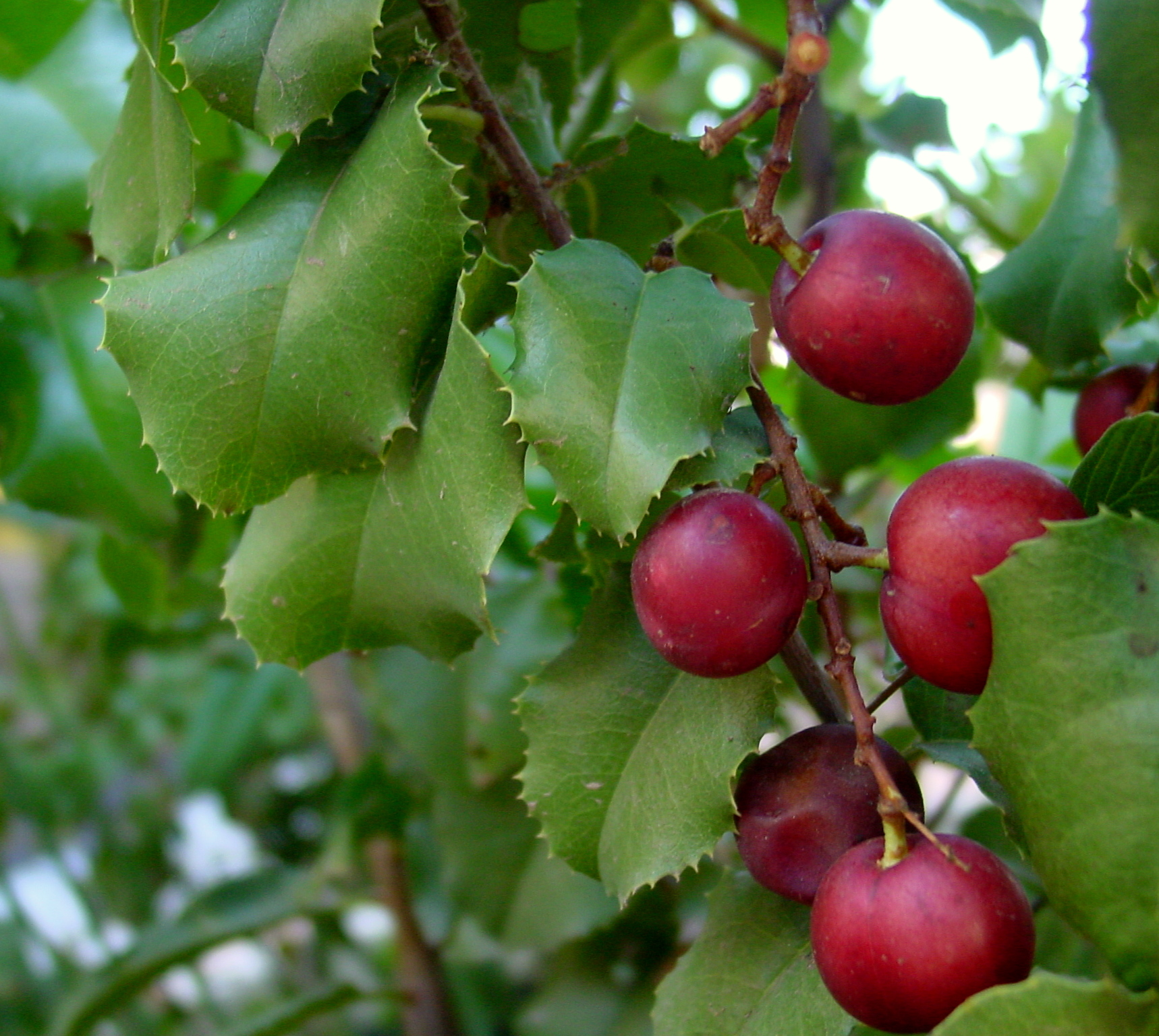
Prunus ilicifolia
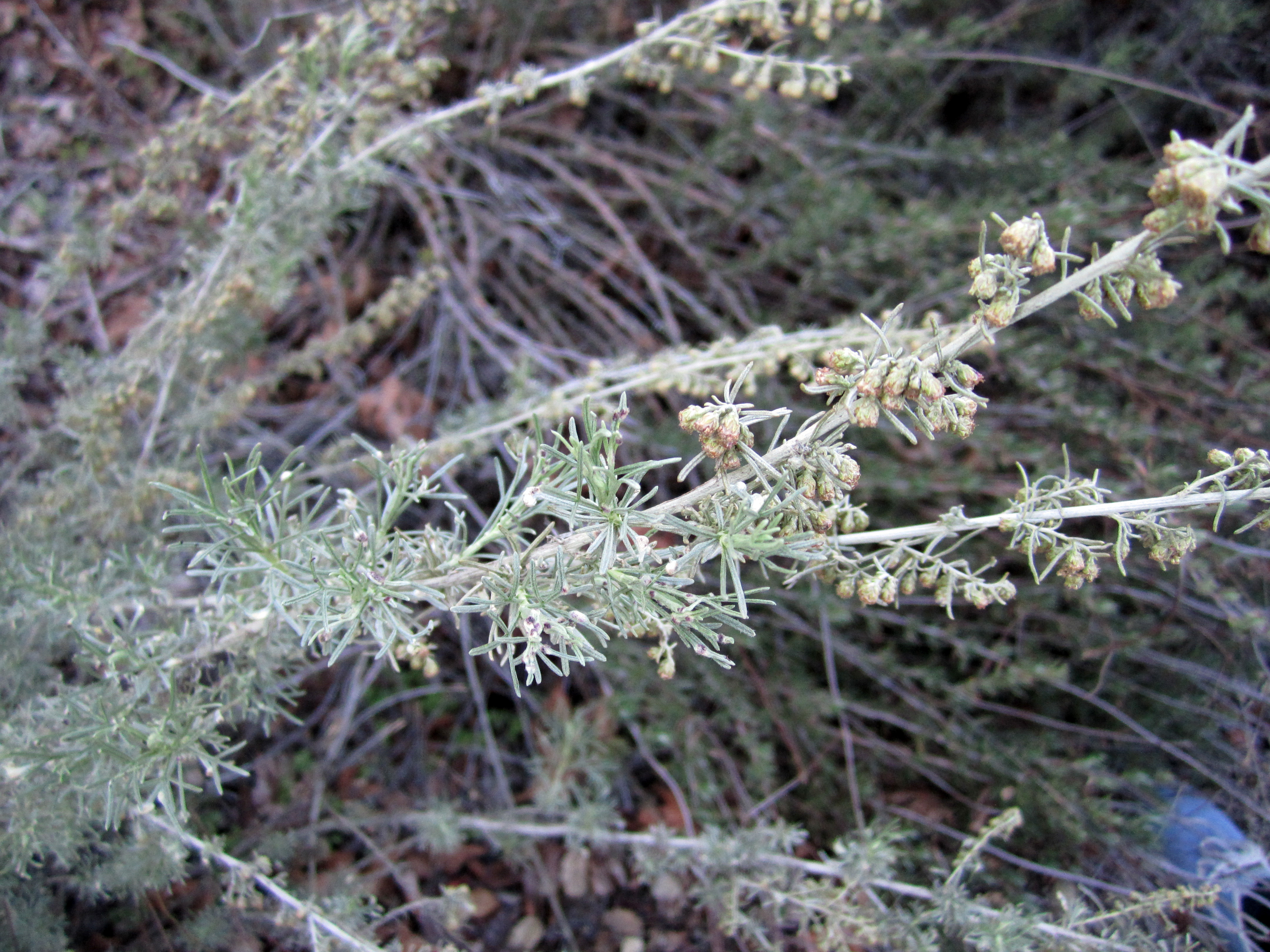
Artemisia californica
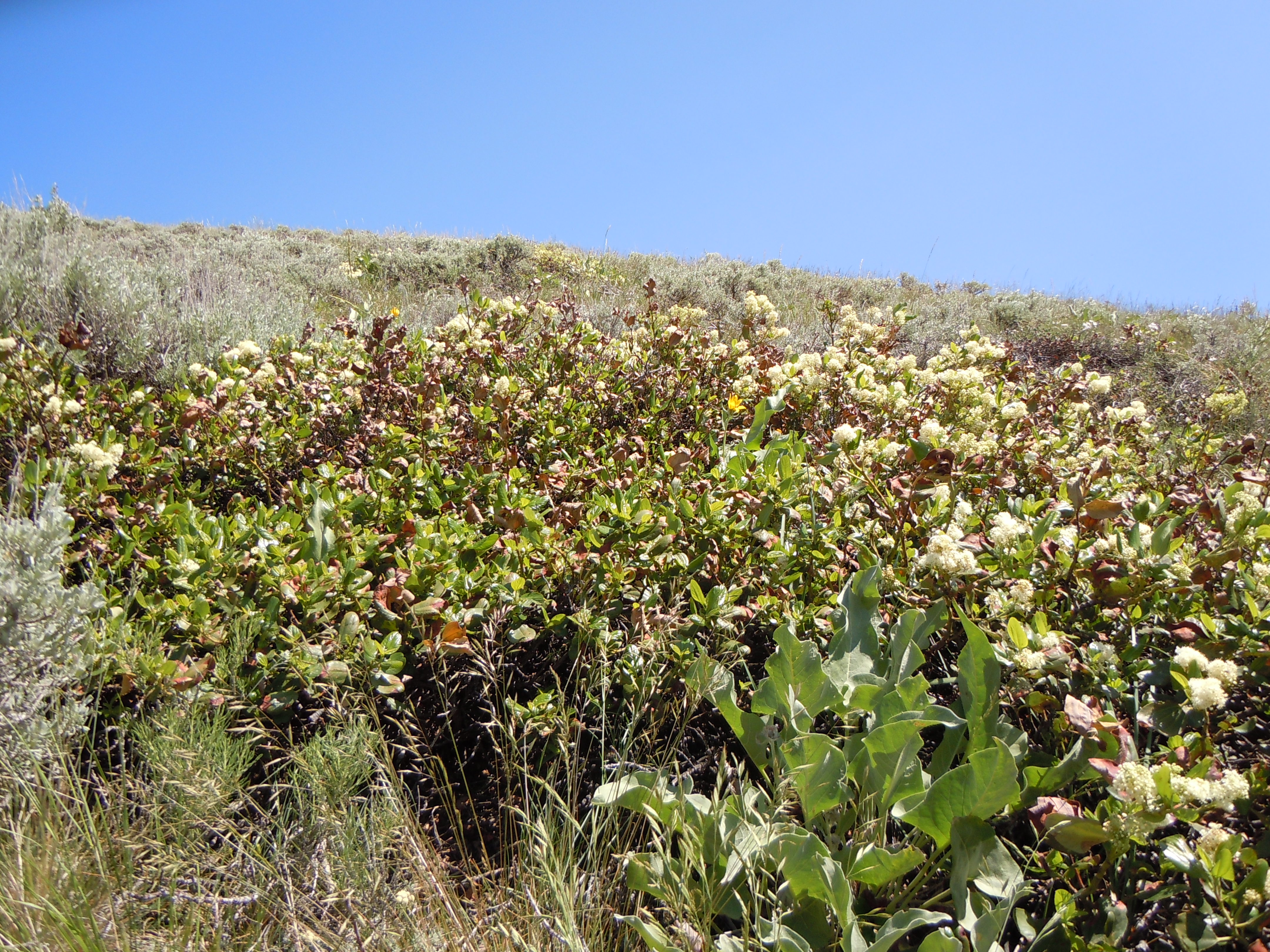
Porost latnatce Ceanothus velutinus